# 戈尔德施米特环形山
戈尔德施米特环形山（Goldschmidt）是位于月球正面北极附近的一座大撞击坑，约形成于45.5-39.2亿年前的前酒海纪，其名称取自十九世纪德国天文学家暨画家赫尔曼·迈尔·萨洛蒙·戈尔德施密特（1802年-1866年），1935年被国际天文学联合会批准接受。

## 描述

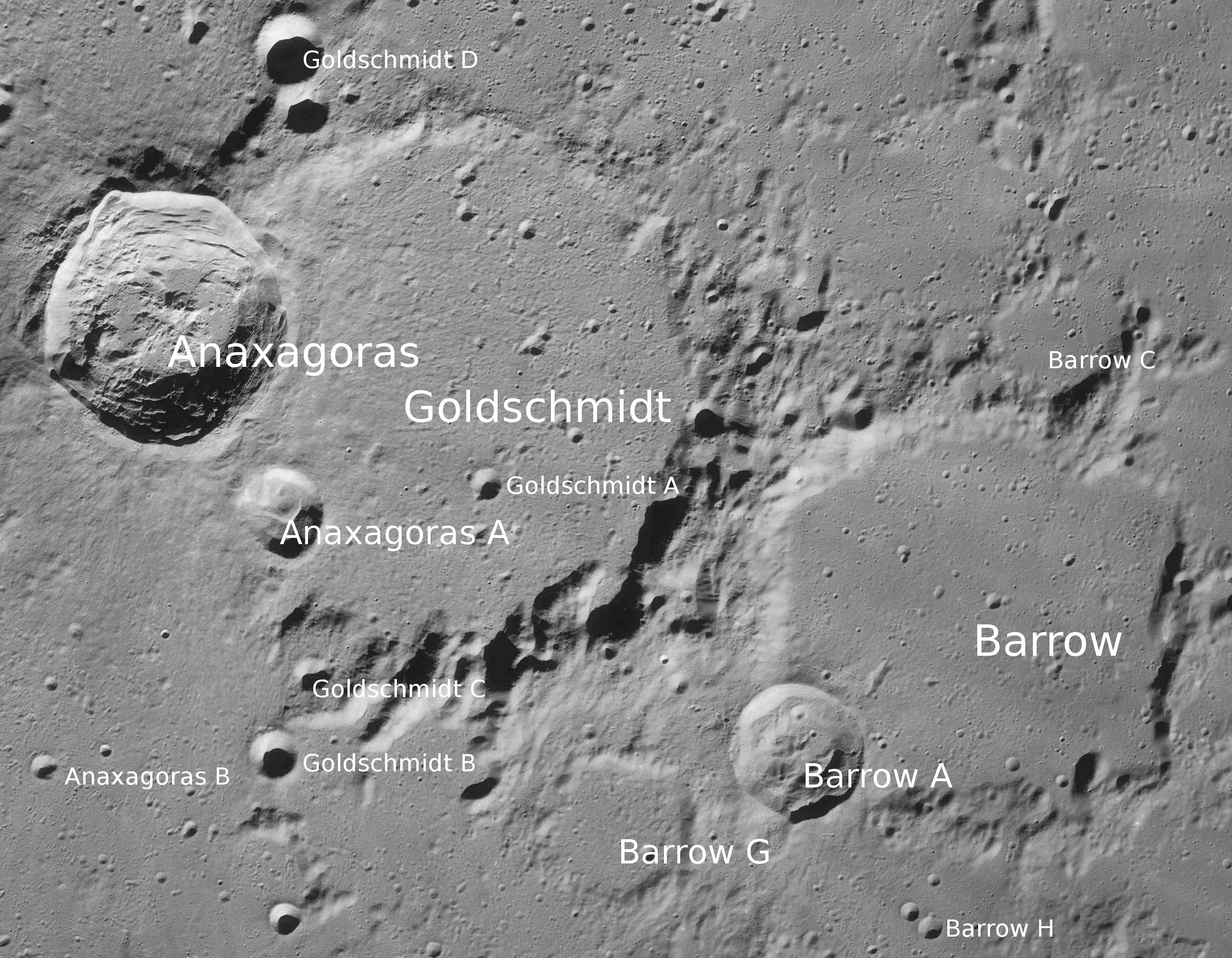
戈尔德施米环形山的周边，月球勘测轨道飞行器。

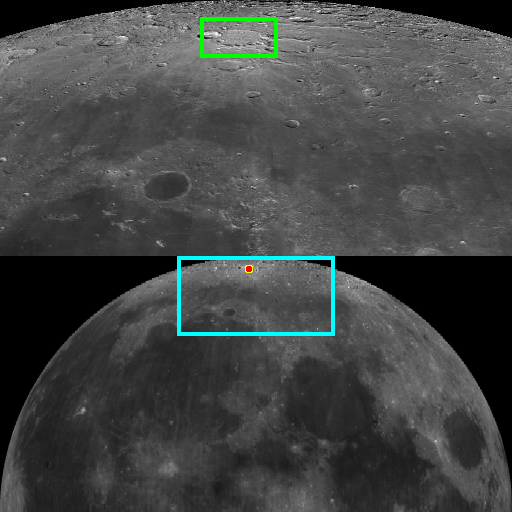
戈尔德施米特环形山环形山在月球上的位置。

该陨坑所在位置为月球陨坑密布区，它的西侧覆盖了阿那克萨哥拉环形山和卫星坑阿那克萨哥拉 A，东南几乎与巴罗环形山相接壤，二者仅被一道30公里宽的崎岖山脊分隔开，而南面则坐落了伊壁琴尼环形山。该陨坑中心月面坐标为72°58′N 3°49′W / 72.97°N 3.82°W，直径115.26公里，深度3.42公里
从地球上看，因透视作用影响，戈尔德施米特环形山有些呈卵形状，但实际外观为正圆形。已严重侵蚀的外侧壁崎岖而不规则，内侧壁多处凿刻有小陨坑。陨坑大部分西侧壁因阿那克萨哥拉环形山和更小的卫星坑阿那克萨哥拉 A的重叠而消失不在，坑内西部三分之一地表上覆盖了这些陨坑撞击时所抛出的喷发物，其余部分坑底则相当平坦，很可能以前已被熔岩流所淹没。然而，现在这些地表上则麻脸般密布了众多的小陨坑，最醒目的是其中的小卫星坑戈尔德施米特 A。戈尔德施米特环形山坑壁高出周边地形约1560米，内部容积约为13200立方千米。

## 卫星陨石坑
按惯例，最靠近戈尔德施米特环形山的卫星坑将在月图上以字母标注在它的中心点旁边。

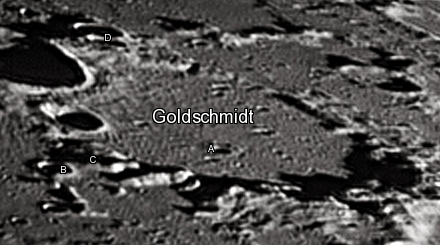
戴维·坎贝尔图片

| 戈尔德施米特 | 纬度    | 经度   | 直径    |
| ------------ | ------- | ------ | ------- |
| A            | 72.5° N | 2.5° W | 7 公里  |
| B            | 70.6° N | 6.7° W | 10 公里 |
| C            | 71.1° N | 6.0° W | 7 公里  |
| D            | 75.3° N | 7.7° W | 14 公里 |

## 探测器坠落点
2012年12月18日格林尼治时间5时30分，美国宇航局重力回溯及内部结构实验室太空计划发射的二颗小型探测器退潮号（GRAIL A）和涨潮号（GRAIL B）在完成任务使命后，双双坠落在距戈尔德施米特环形山西北偏西115公里处，月面坐标点 75°37′N 26°38′W / 75.62°N 26.63°W。

## 参引资料
1. 1 2 3  Lunar Impact Crater Database
2. ↑   (PDF).   [2016-11-16]. （原始内容存档 (PDF)于2013-02-20）.
3. ↑  .   [2016-11-16]. （原始内容存档于2019-12-05）.
4. ↑  John E. Westfall's Atlas of the Lunar Terminator, Cambridge Univ. Press （2000） Archive.today的存檔，存档日期2014-12-18.

## 另请参阅
- Andersson, L. E.; Whitaker, E. A. . NASA RP-1097. 1982.
- Blue, Jennifer. . USGS. July 25, 2007  [2007-08-05]. （原始内容存档于2012-04-08）.
- Bussey, B.; Spudis, P. . New York: Cambridge University Press. 2004. ISBN 978-0-521-81528-4.
- Cocks, Elijah E.; Cocks, Josiah C. . Tudor Publishers. 1995. ISBN 978-0-936389-27-1.
- McDowell, Jonathan. . Jonathan's Space Report. July 15, 2007  [2007-10-24]. （原始内容存档于2012-05-26）.
- Menzel, D. H.; Minnaert, M.; Levin, B.; Dollfus, A.; Bell, B. . Space Science Reviews. 1971, 12 (2): 136–186. Bibcode:1971SSRv...12..136M. doi:10.1007/BF00171763.
- Moore, Patrick. . Sterling Publishing Co. 2001. ISBN 978-0-304-35469-6.
- Price, Fred W. . Cambridge University Press. 1988. ISBN 978-0-521-33500-3.
- Rükl, Antonín. . Kalmbach Books. 1990. ISBN 978-0-913135-17-4.
- Webb, Rev. T. W.  6th revised. Dover. 1962. ISBN 978-0-486-20917-3.
- Whitaker, Ewen A. . Cambridge University Press. 1999. ISBN 978-0-521-62248-6.
- Wlasuk, Peter T. . Springer. 2000. ISBN 978-1-85233-193-1.